# نایبرت (ویرجینیای غربی)
نایبرت (به انگلیسی: Neibert) یک منطقهٔ مسکونی در ایالات متحده آمریکا است که در شهرستان لوگان، ویرجینیای غربی واقع شده‌است. نایبرت ۱۸۳ نفر جمعیت دارد و ۲۱۸٫۸۵ متر بالاتر از سطح دریا واقع شده‌است.